# Dmitri Neljoebin
Dmitri Vladislavovitsj Neljoebin (Russisch: Дмитрий Владиславович Нелюбин) (Leningrad, 8 februari 1971 – aldaar, 1 januari 2005) was een Russische baanwielrenner. Hij was lid van de Sovjet-formatie die in 1988 bij de Olympische Spelen van Seoel goud won op de vierduizend meter ploegenachtervolging (baan, elite).
Neljoebin overleed op nieuwjaarsdag 2005 ten gevolge van een steekpartij. Neljoebin (33) maakte zich met vrienden en familie op om voor zijn woning in Sint-Petersburg vuurwerk af te steken, toen een groep onbekende mannen de tuin binnendrong en met messen inhakte op het gezelschap. Bij het handgemeen werd Neljoebin meermalen in de buik gestoken. Hij overleed later in een ziekenhuis. Twee vrienden van Neljoebin kwamen ook om bij de steekpartij. Hij is begraven op de Bogoslovskoje-begraafplaats.

## Belangrijkste overwinningen
1988
- Olympisch kampioen ploegenachtervolging (baan, elite) (met Artūras Kasputis, Vjatsjeslav Jekimov en Gintautas Umaras)

## Resultaten in voornaamste wedstrijden
| Jaar | Gent-Wevelgem | Ronde van Vlaanderen | Parijs-Roubaix |
| ---- | ------------- | -------------------- | -------------- |
| 1993 | 55e           | 81e                  | 42e            |
| 1997 | 79e           |                      |                |

1908: Jones, Kingsbury, Meredith, Payne ·
1920: Magnani, Carli, Ferrario, Giorgetti ·
1924: De Martini, Dinale, Menegazzi, Zucchetti ·
1928: Facciani, Gaioni, Lusiani, Tasselli ·
1932: Pedretti, Borsari, Cimatti, Ghilardi ·
1936: Nizerhy, Charpentier, Goujon, Lapébie ·
1948: Decanali, Adam, Blusson, Coste ·
1952: Morettini, Campana, de Rossi, Messina ·
1956: Gasparella, Domenicali, Faggin, Gandini ·
1960: Vigna, Arienti, Testa, Vallotto ·
1964: Streng, Claesges, Henrichs, Link ·
1968: Lyngemark, Olsen, Asmussen, Jensen ·
1972: Schumacher, Colombo, Haritz, Hempel ·
1976: Vonhof, Braun, Lutz, Schumacher ·
1980: Manakov, Movtsjan, Ossokin, Petrakov ·
1984: Grenda, Turtur, Nichols, Woods ·
1988: Jekimov, Kasputis, Neljoebin, Oemaras ·
1992: Fulst, Glöckner, Lehmann, Steinweg ·
1996: Capelle, Ermenault, Monin, Moreau ·
2000: Fulst, Bartko, Becke, Lehmann ·
2004: Brown, McGee, Lancaster, Roberts ·
2008: Clancy, Manning, Thomas, Wiggins · 
2012: Burke, Clancy, Kennaugh, Thomas · 
2016: Burke, Clancy, Doull, Wiggins · 
2020: Consonni, Ganna, Lamon, Milan · 
2024:  Bleddyn, Welsford, Leahy, O'Brien
Wielerploegen van Dmitri Neljoebin
Bouwmans ·
Cornillet ·
Jekimov ·
Laurent ·
Le Clerc ·
Mottet ·
Nelissen ·
Neljoebin ·
Nulens ·
Pensec ·
Planckaert ·
Sergeant ·
Talmant · 
Verhoeven ·
Wüst ·
Zjdanov ·
Jonker (stagiair) ·
Vasseur (stagiair)
van Bon ·
Boogerd ·
den Braber ·
Cordes ·
Daelman ·
Dekker ·
Jekimov ·
Jemison ·
de Koning ·
Kvålsvoll ·
Ledanois ·
Maassen ·
Moncassin ·
Moreels ·
Mulders ·
Namtvedt ·
Neljoebin ·
Nijdam ·
Runkel · 
Sherwin ·
Teutenberg ·

Van Hooydonck ·
Van Lancker ·
Wauters ·
Blaudzun (stagiair) ·
Vansevenant (stagiair)
Abdoezjaparov ·
Blaudzun ·
van Bon ·
Boogerd ·
Bouwmans ·
Dekker ·
Jekimov ·
Maassen (tot 15/10) ·
Moncassin ·
Mulders ·
Neljoebin ·
Ozols ·
Piziks · 
Teutenberg ·
Van Den Bossche ·
Van Hooydonck ·
Vogels ·
de Vries ·
Wauters
Cattai ·
Dzjavanjan ·
Ferrigato ·
Fincato ·
Hontsjenkov ·
Kokorine ·
Konysjev ·
Manzoni · 
Neljoebin ·
Oegroemov · 
Padrnos ·
Savoldelli ·
Schmidt ·
Sedoen · 
Sgnaolin · 
Sivakov · 
Strazzer · 
Zen